# Thelethylax isalensis
Thelethylax isalensis là một loài thực vật có hoa trong họ Podostemaceae. Loài này được (H. Perrier) C. Cusset miêu tả khoa học đầu tiên năm 1972.